# Lundstarrsgräsmal
Lundstarrsgräsmal, Elachista tetragonella är en fjärilsart som först beskrevs av Gottlieb August Herrich-Schäffer 1855.  Lundstarrsgräsmal ingår i släktet Elachista, och familjen gräsmalar, Elachistidae. Enligt den finländska rödlistan är arten sårbar , VU, i Finland. Enligt den svenska rödlistan är arten starkt hotad, EN, i Sverige. I Sverige förekommer arten sällsynt från Småland till Uppland. Arten är egentligen bara funnen i ett område per landskap, i Småland, Östergötland, Västergötland, Dalsland och Uppland.  Artens livsmiljö är marker som har betats kraftigt under lång tid vilket är förutsättningen för dess värdväxt Lundstarr, Carex montana, ska finnas. I Finland anges även myrmark som livsmiljö och där tros den leva på vispstarr eller möjligen hundstarr då lundstarr saknas i landet.

## Bildgalleri

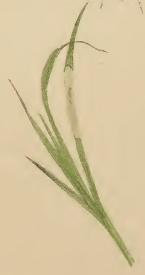
Lundstarr Carex montana angripet av Lundstarrsgräsmal
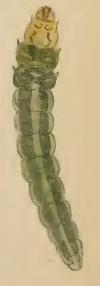
Larv av lundstarrsgräsmal
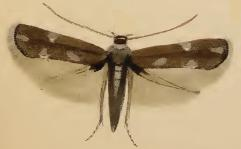
Imago lundstarrsgräsmal